# Ovoce

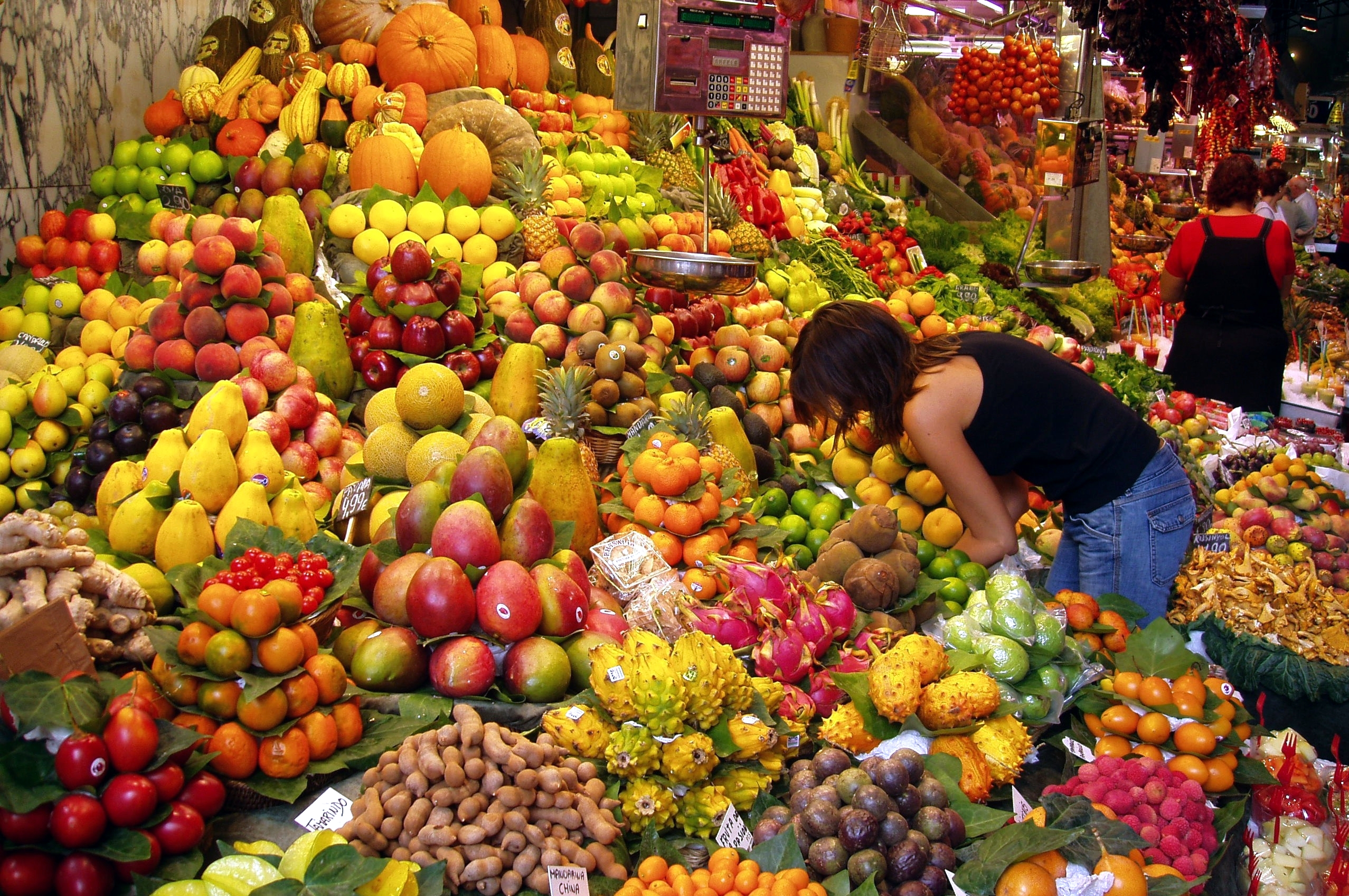
Venkovní prodej ovoce v Barceloně

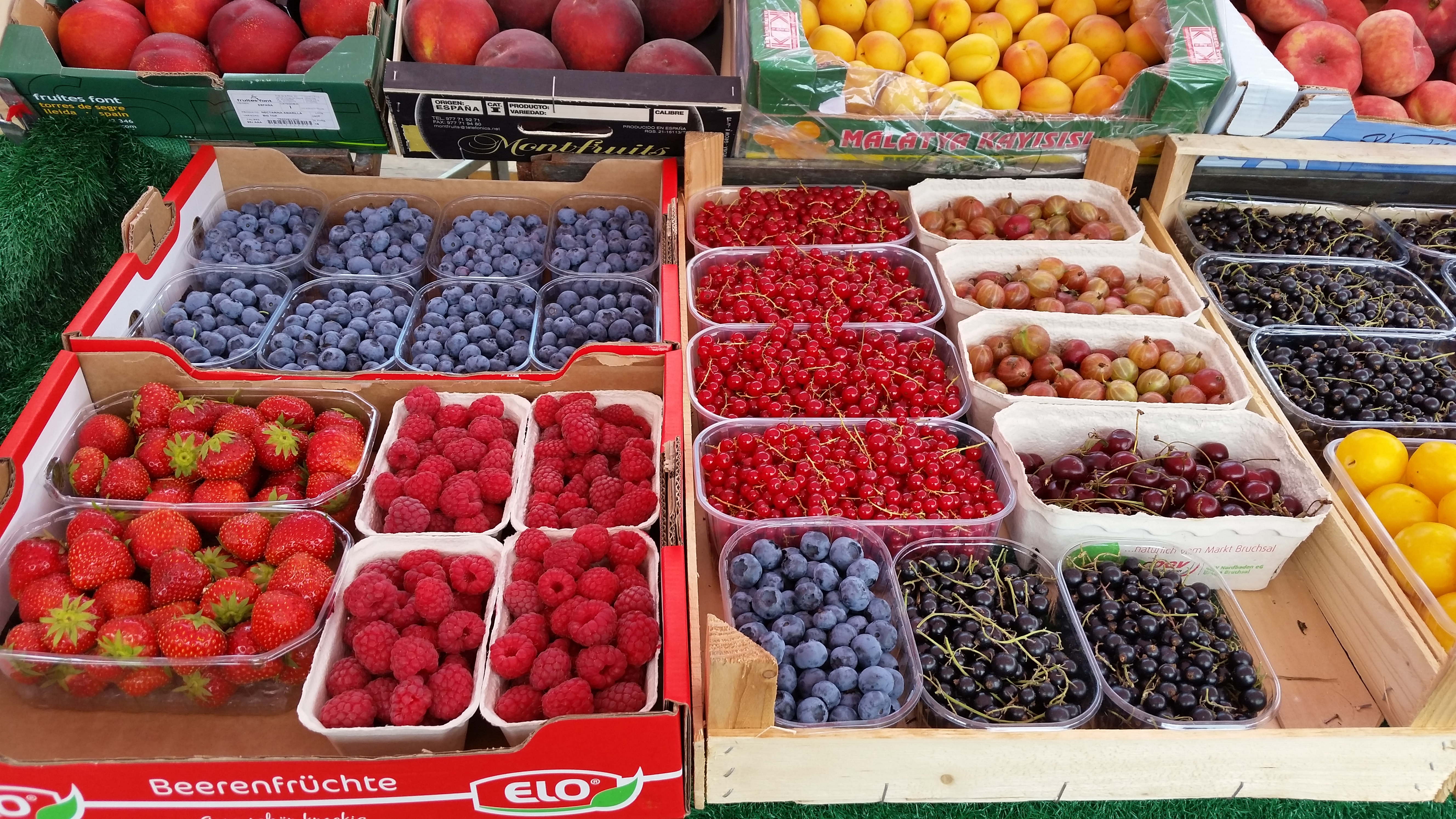
Ovoce podle plodů: Bobule (borůvky, angrešt, rybíz), ale také souplodí nažek (jahody), souplodí peckovic (maliny) a peckovice (meruňky a broskve v pozadí)

Jako ovoce se označují zpravidla plody, souplodí, plodenství nebo semena převážně víceletých semenných rostlin, nejčastěji dřevin. Ovoce však není biologickým pojmem s přesným vymezením (které se navíc v různých jazycích liší). V zemědělské, potravinářské a gastronomické praxi se tento termín používá k označení spíše sladkých dužinatých plodů užitkových stromů, keřů, ale i lesního ovoce. Věda, která se zabývá posuzováním jednotlivých odrůd ovoce, se nazývá pomologie, podle starořímské bohyně ovoce či ovocnářství Pomony, jinak chápané jako personifikace ovoce.
Ovoce je velmi významným zdrojem vitamínů. Hlavní složkou ovoce jsou voda a sacharidy. Obsah bílkovin a tuků je zanedbatelný (pod 1 %). Ovoce je nutričními poradci často doporučováno jako bohatý zdroj vitamínů i živin, ale korelace byly nalezeny údajně i například v pravděpodobnosti výskytu rakoviny.

## Historie

### Prehistorická evoluce
Přestože trávicí systém ptáků většinu semen rozloží, existují cesty, jak může být konzumace plodů drobnými ptáky nápomocná (proti jiným druhům, např. housenkám je naopak častá produkce toxinů): Pokud semínko např. ptákům při přeletu ze zobáku vypadne nebo přecijen odolá metabolickým procesům, výrazně pomůže rozšíření semen stromu – a tím i stromů, lákavých pro ptáky.

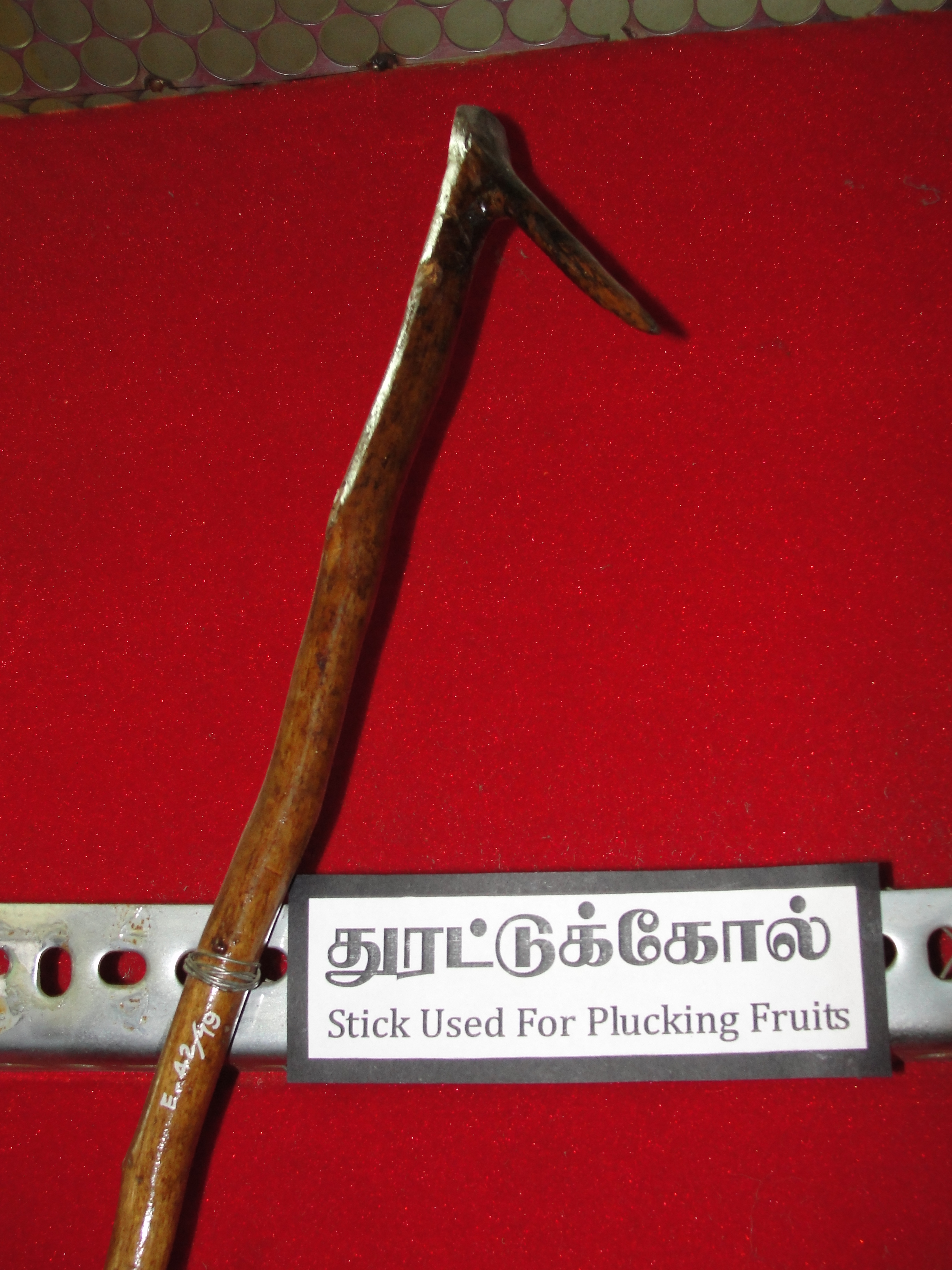
Starý indický nástroj na sběr ovoce

Tento princip hrál roli v primární evoluci ovocných plodů, zejména ve vzniku sladkých (kaloricky bohatých) lesních plodů.

### Počátky pěstování
Pěstování ovocných druhů se vyvinulo ze zvyklostí lovců a sběračů. Vůbec první záměrnou selekci pěstovaných druhů můžeme zaznamenat v perském listu India. V případě ovoce následně docházelo vlivem lidského umělého výběru ke zvětšování plodů a zmenšování semen, vlivem křížení také byly šlechtěny nové druhy, což můžeme dnes vidět na rozdílu mezi planými a kulturními druhy. Zdokonalovaly se i samotné techniky pěstování od speciálního náčiní na sběr, až ochranu před hmyzími škůdci i ptactvem. V rámci kolumbovské výměny se také do Evropy dostalo mnoho nových druhů jako ananas nebo kukuřice a vedle zlepšení zdravotní péče všechny tyto faktory pomohly na konci 18. století výraznému nárůstu obyvatelstva. Už v devatenáctém století se objevily snahy o aplikaci přirozeného výběru na hospodaření s rostlinami (dnes známo jako zelená revoluce) a v procesu globalizace se ovocné druhy rozšířily po celém světě. Kromě změn v koncentraci a velikosti plodů bylo také zjištěno, že jsou adaptačně plastičtější.

### Situace dnes
Takzvané pokojové rostliny většinou původně pochází z tropů, kde je celoročně stejná teplota kolem 20 stupňů, lze dnes běžně zakoupit do prostředí domácnosti. Dnes sady často odkupují semena od specializovaných firem a i samotný sběr je do značné míry zautomatizován. Ve dvacátém století se poprvé objevil i například bezpeckatý pomeranč a jeho větve byly nařízkovány na pomerančovníky po celém světě. Od 20. let se mezi zemědělci rozšiřují i metody využívající mutageneze. V poslední době se také výzkumné týmy zaměřují na „pěstování“ mutací proti suchu a vedru s očekávanou aplikací ve vývoji adaptací na globální oteplování nebo ve vesmírné kolonizaci.

## Ovocné druhy

### Pomologické členění
Pomologie je nauka o odrůdách. Podle pomologického členění i hospodářského hlediska se ovocné druhy středoevropských rostlin dělí na jádroviny, peckoviny, skořápkoviny a drobné ovoce. Uvedená kategorizace nemůže obsáhnout variabilitu ovocných druhů subtropů a tropů (citrusy, marhaník – granátové jablko, ananas, banány apod.).

#### Jádroviny
Jádroviny jsou skupinou rostlin, dřevin, která je používána v ovocnářství pro snadnější označení některých ovocných druhů v čeledi růžovitých (Rosaceae). Jde o rozdělení podle plodu. Je založeno na poznání, že plod rostliny je jedlý pro člověka, s více či méně pevnou jedlou dužninou, a obsahuje více či méně jader. Plodem jádrovin je malvice. Lze shrnout, že některé rostliny, jejichž plodem jsou jedlé malvice, jsou označeny jako jádroviny.
Do jádrovin patří například:
- jabloň (Malus sylvestris)
- hrušeň (Pyrus communis)
- kdoule (Cydonia oblonga)
- mišpule (Mespilus germanica, nově Crataegus germanica)
- jeřáb oskeruše (Sorbus domestica)
- temnoplodec (Aronia melanocarpa)
- muchovník (např. Amelanchier ovalis)

Podobné rozdělení je v Evropě používáno například v němčině, kde je pro tyto druhy používán název kernobst. Některé druhy jádrovin (např. muchovník, temnoplodec, jeřáb) mohou být řazeny do drobného ovoce. Kdoulovec (Chaenomeles superba) není řazen do jádrovin ani do ovoce, ačkoliv plod (malvice) je někdy označován jako jedlý. Plody skalníku Franchetova jsou malvice, jsou pojídány ptáky, nikoliv lidmi. Pro plody nejedlých druhů rostlin lze používat název „ovoce“ pouze přeneseně, v lyrickém popisu, nikoliv jako odborný termín.

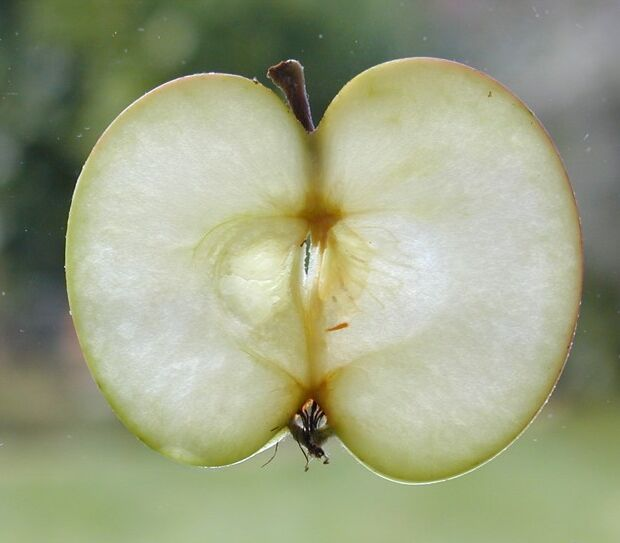
Plod jabloně, řez
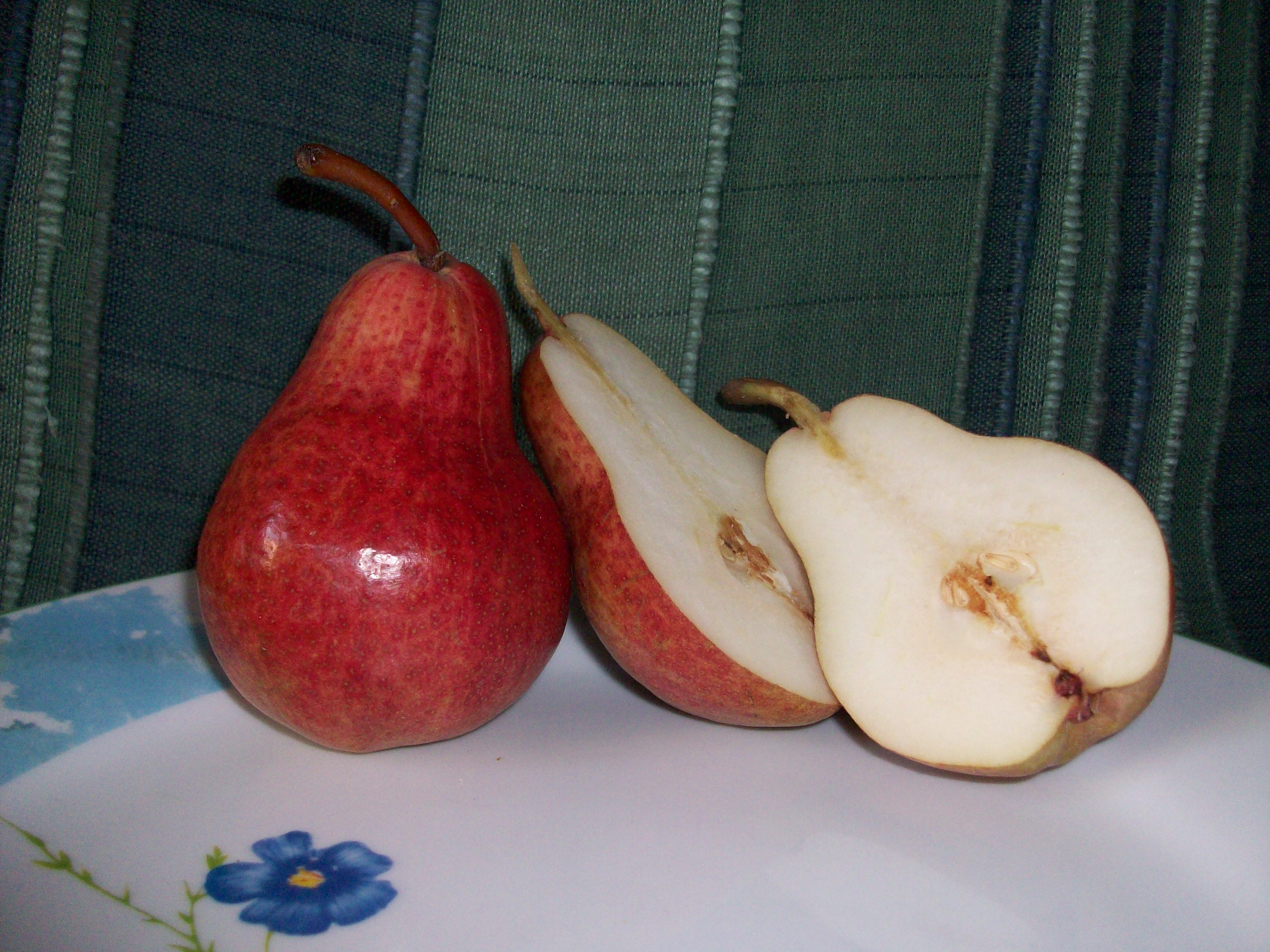
Hrušeň plod
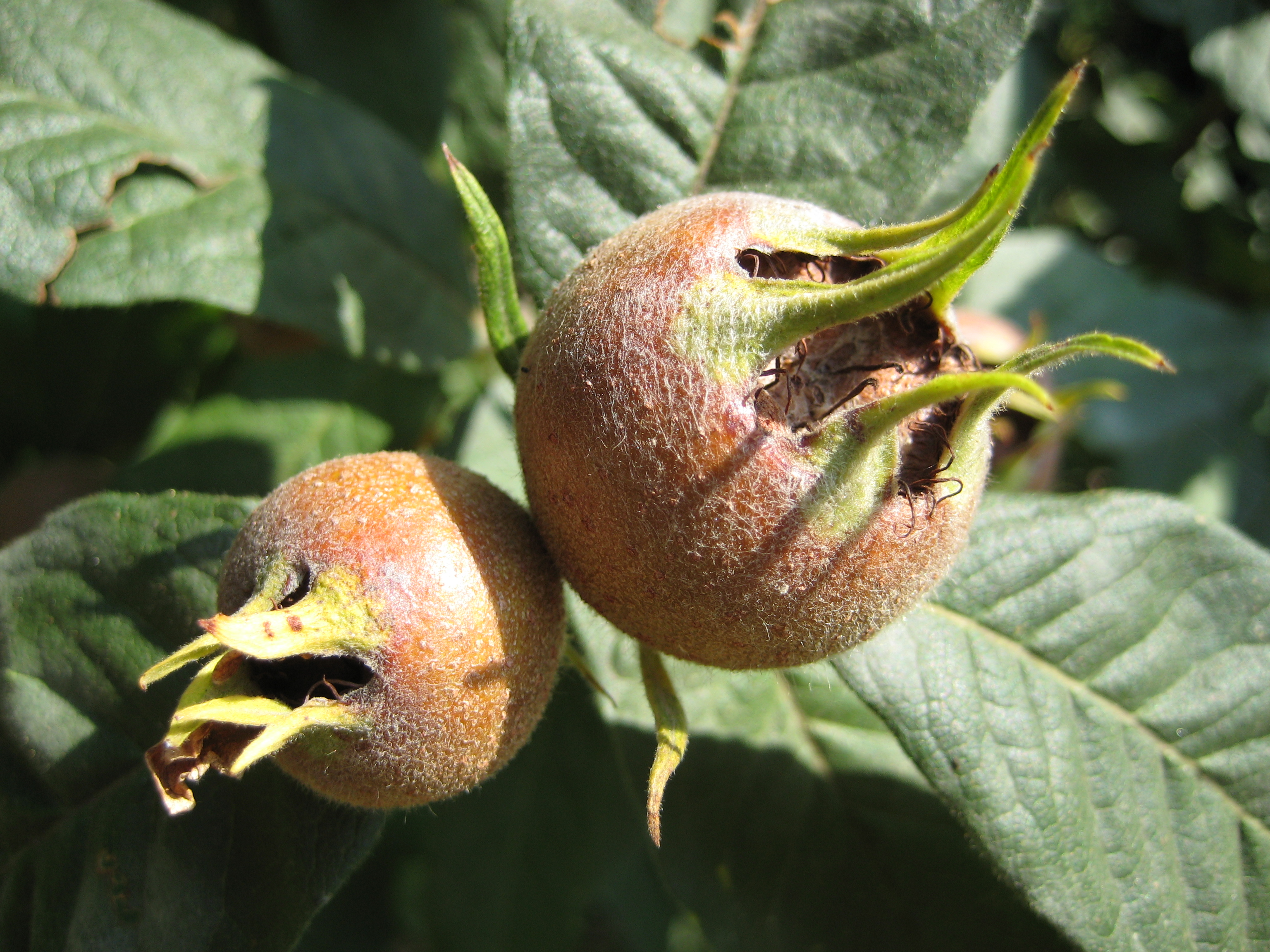
Mišpule plod
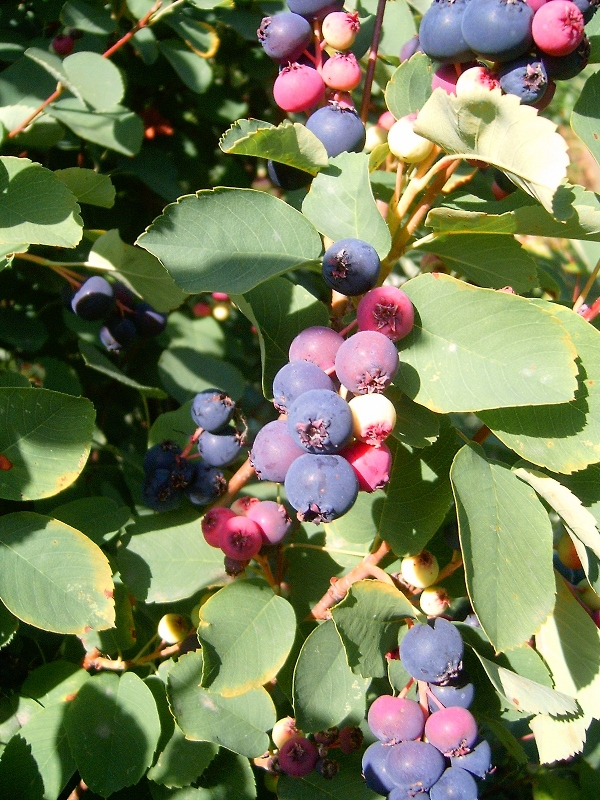
Plod muchovníku (Amelanchier ovalis)
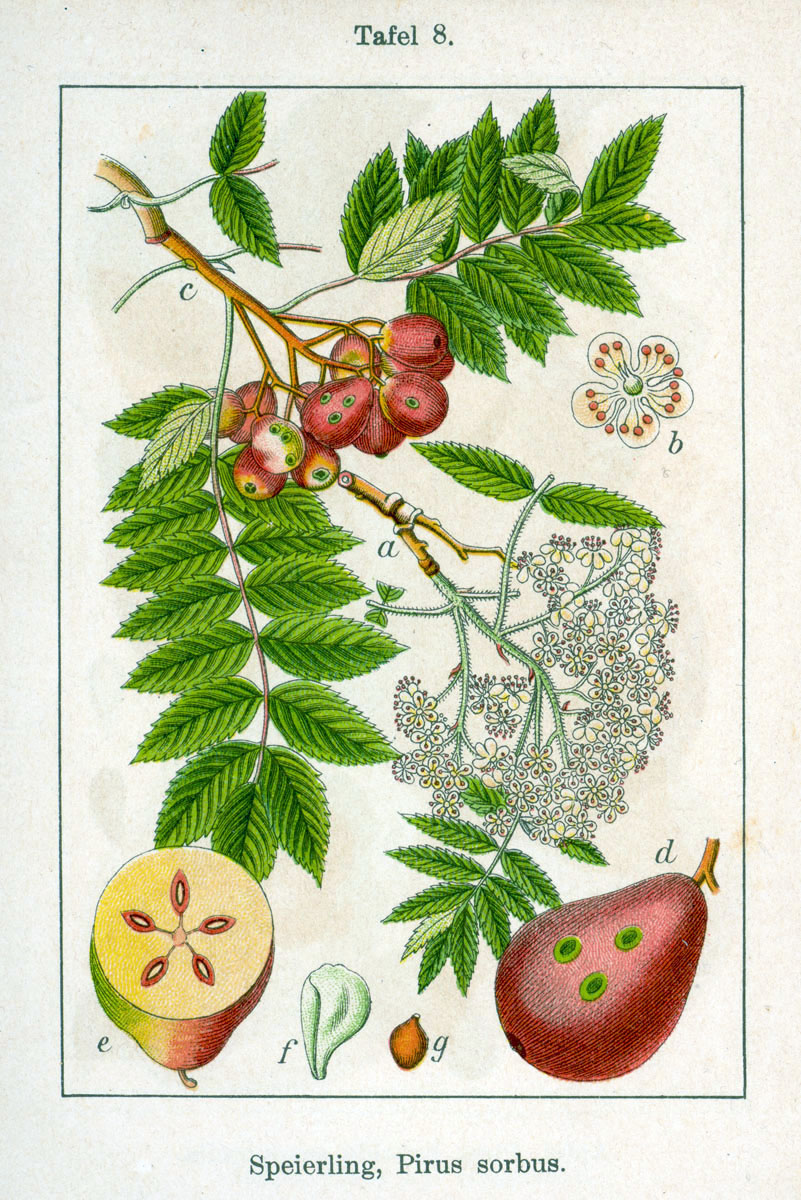
Jeřáb oskeruše

#### Peckoviny
Peckoviny je souhrnný název pro skupinu ovocných dřevin. Peckoviny mají pětičetné květy. Slupka je někdy ojíněná (švestky, slivoně), někdy hladká (třešně, višně) nebo typicky plstnatá (meruňky, pravé broskvoně). Jedlý plod obsahuje velkou pevnou strukturu uvnitř, pecku. Dělení je nejčastěji používáno spíše k zjednodušenému vyjádření pro zobecnění společných vlastností některých pěstovaných druhů dřevin (nároky na řez, statistika sklizně, apod.). Do peckovin patří například: višeň, slivoň, třešeň, meruňka, broskvoň a mandloň. Plodem peckovin je peckovice. Do peckovin ovšem není například řazen Ořešák královský, Kokosová palma, ani černý bez, jejichž plodem je rovněž peckovice, ani maliník, ačkoliv jeho souplodí tvoří rovněž peckovice. Z uvedeného vyplývá, že všechny druhy ovoce plodících peckovice nelze řadit do peckovin.

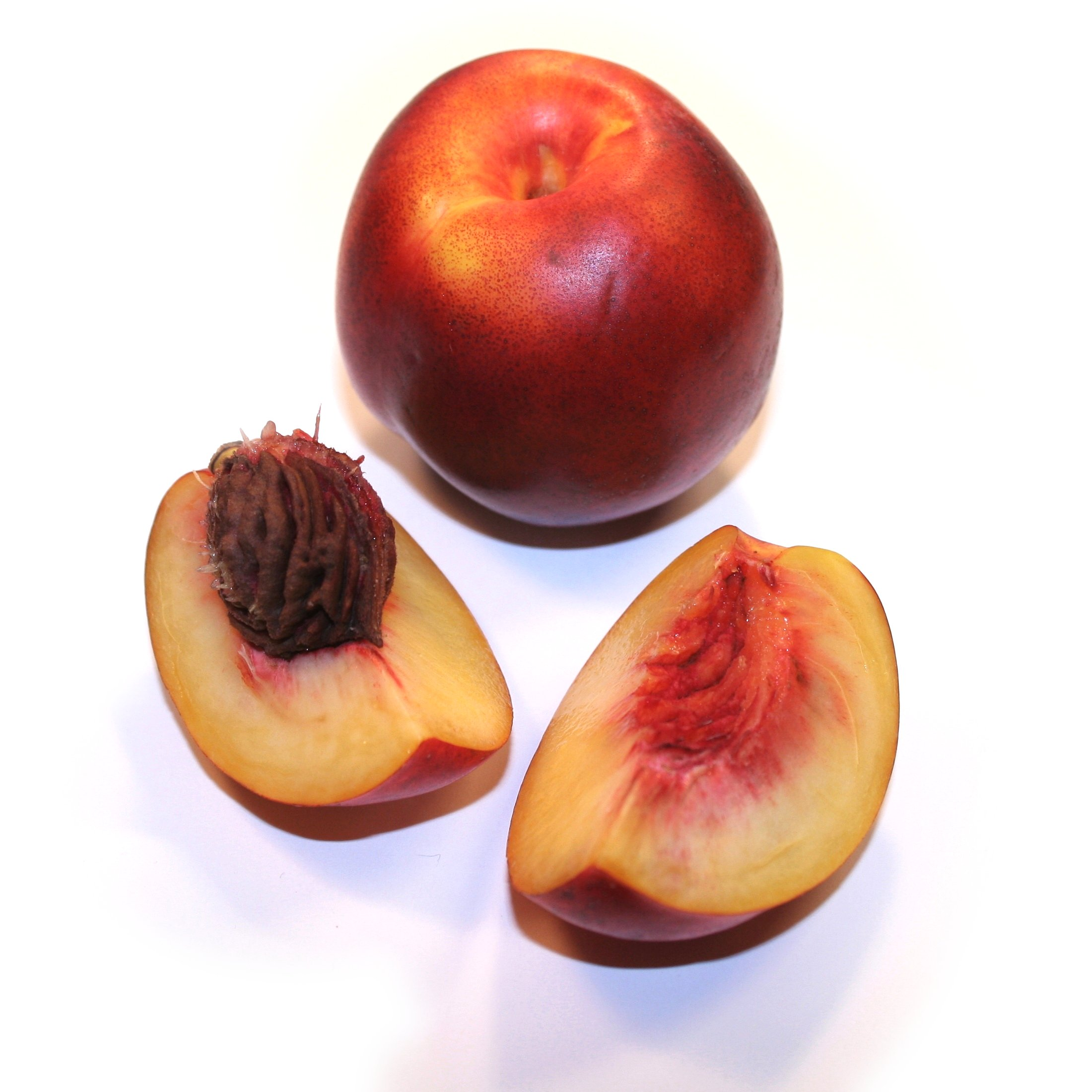
Nektarinka
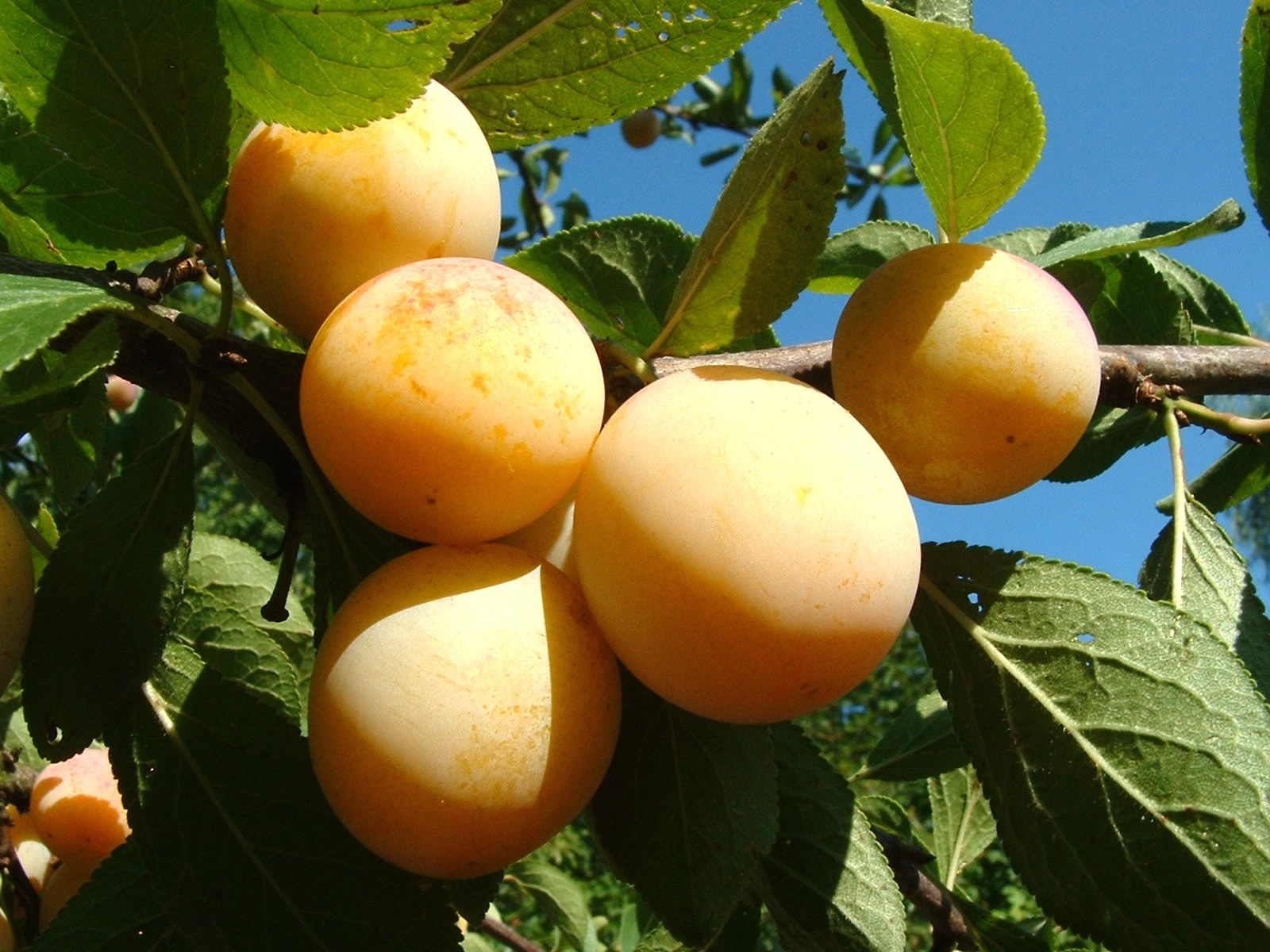
Mirabelka
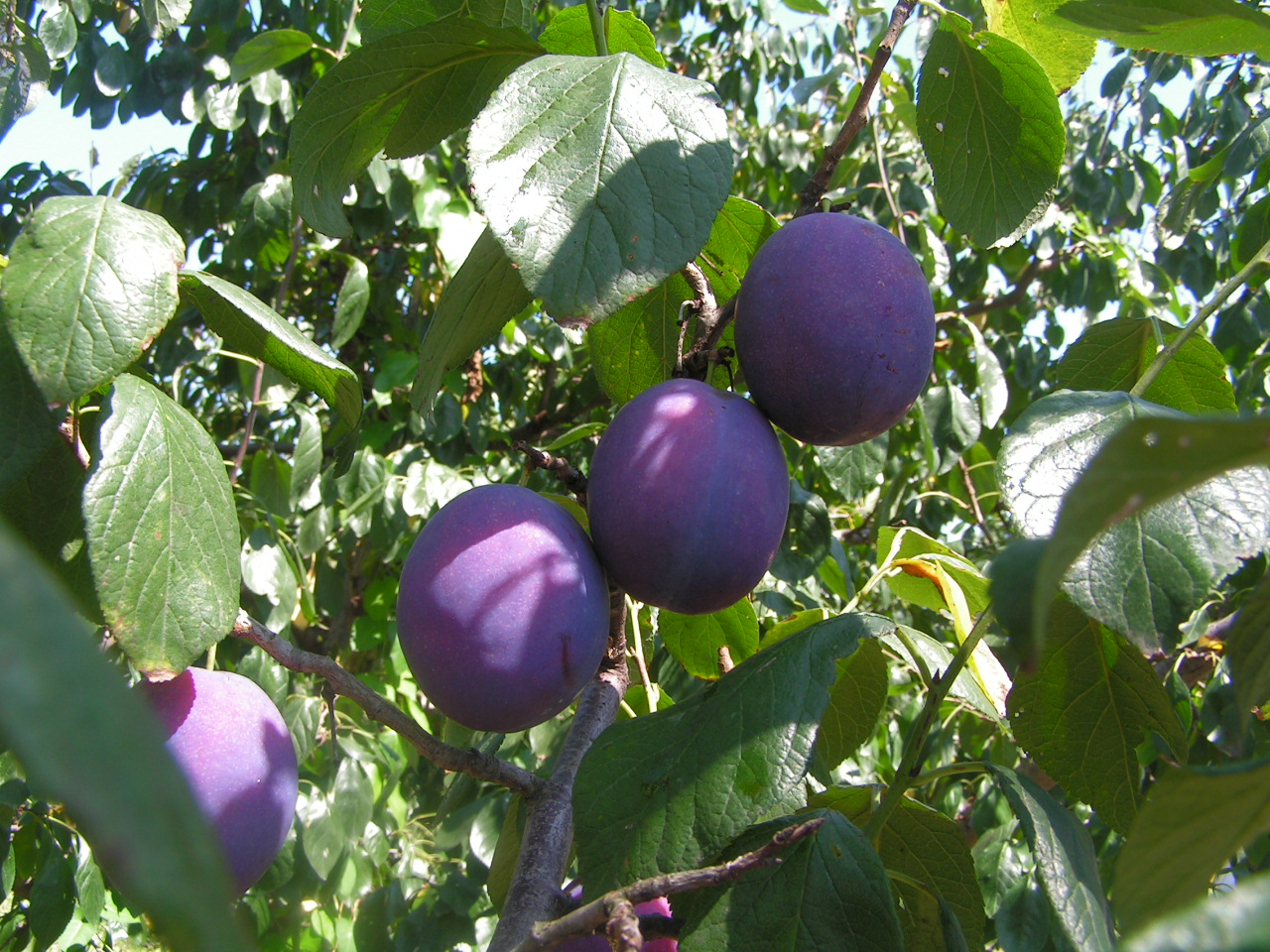
Bluma
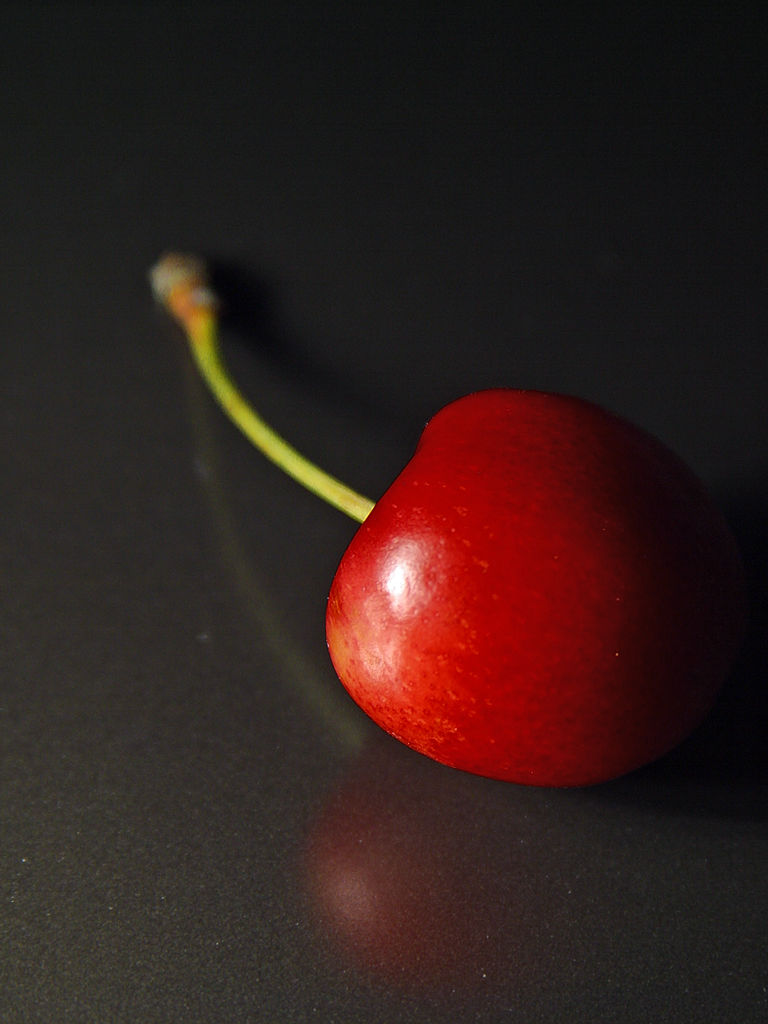
Třešeň
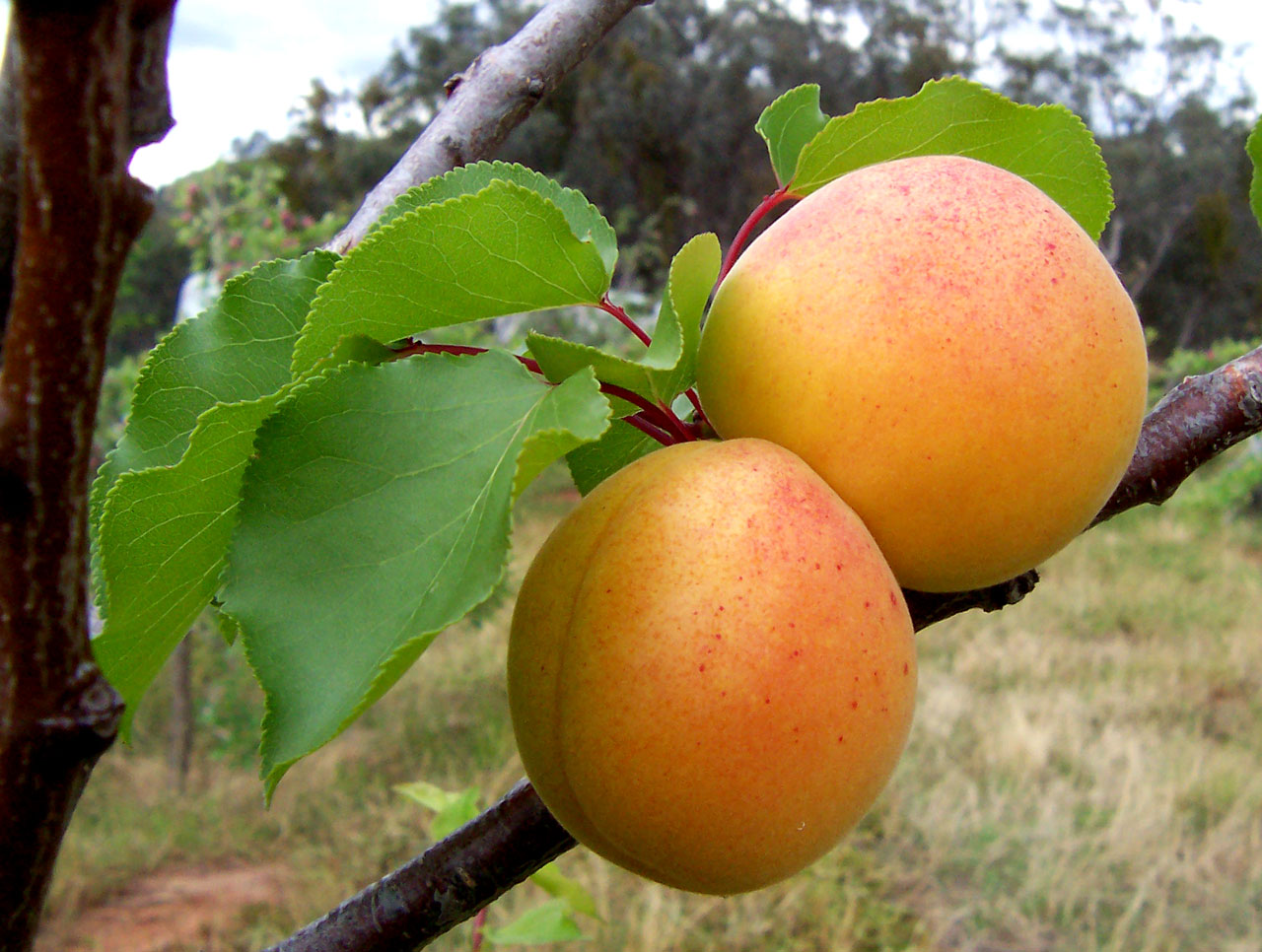
Meruňka

#### Skořápkoviny
Pěstují se pro výživná a olejnatá semena, ale kromě tuku obsahují i bílkoviny. Plod skořápkovin je buď peckovice (ořešák královský) nebo oříšky (líska). Květy jsou různopohlavné, jednodomé a větrosnubné.

#### Drobné ovoce
Plody řazené do skupiny drobné ovoce jsou buď malé bobule (rybíz, angrešt, borůvka…) nebo souplodí (jahoda, malina, ostružina…), popřípadě plodenství (moruše). Všechny druhy kromě jahodníku rostou keřovitě.

### Botanické hledisko

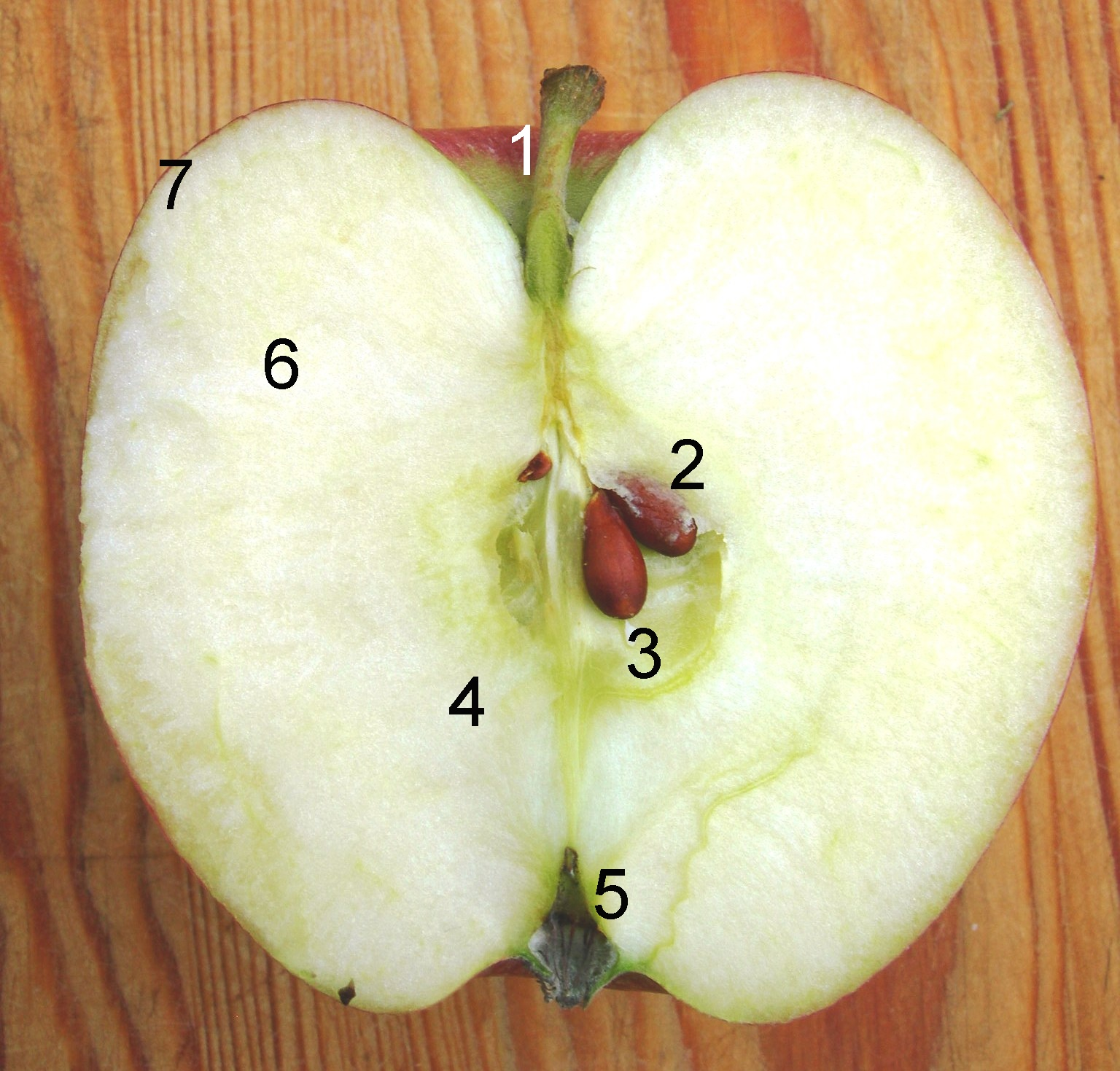
Řez malvicí (jablko) 1: stopka; 2: semena (jádra); 3: endokarp; 4: mezokarp; 5: zbytky kalicha; 6: dužina; 7: slupka (exokarp)

Botanika pracuje s jasně definovanými pojmy pro rostlinné orgány a z nich vychází i při charakterizaci obecných pojmů. Pro botaniky se proto ovocem rozumí jedlé plody, souplodí, plodenství a semena různých vytrvalých kulturních či planě rostoucích dřevin a bylin, přičemž jsou si vědomi, že toto vymezení zvlášť vzhledem k příbuznému pojmu plodová zelenina nepokrývá úplně celé spektrum druhů ani neumožňuje jejich přesné rozdělení a lze tak nalézt i ty,
které nelze jednoznačně zařadit do jedné z uvedených skupin. V nebotanických zdrojích jsou však botanikům připisována i různá jiná vymezení pojmu ovoce, např. včetně některých luštěnin, okurek nebo rajčat. Podle botanické charakteristiky plodu se dělí na:
- jádroviny (malvice)
- peckoviny (peckovice)
- skořápkoviny (uměle vytvořená skupina, protože plodem skořápkovin je peckovice nebo oříšek)
- bobuloviny (bobule, ale zpravidla i souplodí peckoviček)
- jahodník (nažka, konzumuje se zdužnatělé lůžko).

#### Podle čeledí
Z taxonomického hlediska mezi ovoce patří tyto druhy:
- růžovité (Rosaceae), patří tam například: jabloň, hrušeň, kdouloň, mišpule, jeřáb, švestka, mirabelky, ringle, slíva, višeň, třešeň, broskvoň, meruňka, mandloň, ostružiník, maliník, šípková růže, jahoda
- ořešákovité (Juglandaceae), jsou to většinou opadavé stromy se zpeřenými střídavými listy, poskytují jedlé ořechy.
- lískovité (Corylaceae), v 21. století je ale čeleď přejmenována na břízovité (Betulaceae); jsou to keře a stromy s jednoduchými střídavými listy a květy v převislých nebo vzpřímených jednopohlavných jehnědách.
- meruzalkovité (Grossulariaceae), čeleď zahrnuje jednodomé nebo dvoudomé, opadavé nebo ojediněle i stálezelené keře s Plodem je bobule. Semena jsou s olejnatým endospermem.

Neexistuje ovšem jednotná definice pojmu ovoce. Jedinou možností, jak přesně určit, co je a co není ovocem, je určit toto dohodou a taxativně vyjmenovat. Ovoce se obvykle nerozděluje botanicky, ale hospodářsky anebo podle oblastí, kde roste na ovoce mírného pásu, tropické a subtropické ovoce. Lze je dělit také podle využití (stolní, hospodářské, moštové) nebo podle doby zrání (letní, podzimní, zimní).

## Látkové složení ovoce
Složení ovoce se postupně mění.

### Voda
Podíl vody v ovoci kolísá a může dosahovat 90 % i více (nejvíce vody obsahuje ovoce jako broskev, meruňky, …) naopak nejméně vody obsahují ořechy, které obsahují jen 5–15 % vody. Obsah vody v ovoci se zmenšuje při skladování.

### Vláknina
Vláknina je tvořena celulózou, a proto je pro člověka nestravitelná, ale má velký vliv na správnou funkci střev. Obsah celulózy závisí na druhu ovoce a stupni zralosti. Celulóza ovlivňuje konzistenční vlastnosti ovoce.

### Cukry
Obsah cukru se během zrání mění. Škrob obsažený v ovoci se během zrání mění na cukr a oleje. V ovoci je obsažena především fruktóza, dále sacharóza a méně glukózy. Obsah škrobu je důležitý na stanovení optimální doby sklizně pro skladování ovoce. Přestože ovoce obsahuje cukry, tak konzumace ovoce potlačuje obezitu.

### Tuky a oleje
Jejich obsah vzrůstá s dobou zrání. Tuky a oleje jsou obsaženy hlavně v semenech a ve slupce, mají ochranný vliv před chorobami (olejnatá vrstva na povrchu).

### Pektiny
Jsou to rosolovité látky. Pektiny jsou hlavně v nezralém ovoci. Mají vliv na zažívaní a na srdeční činnost. Nejvíce pektinu (asi 1 %) je v jablkách, meruňkách, jahodách a angreštu. Průměrný obsah pektinu v ovoci je 0,2–0,6 %.

### Vitamíny
Je to jedna z nejvýznamnější skupin pro člověka. Člověk si je neumí vyrobit, nebo jen omezeně. Vitamíny jsou však životně důležité.

#### Vitamín C
Nemoc z nedostatku vitaminu C se nazývá kurděje (skorbut). Mezi druhy ovoce s nejvyšším obsahem vitamínu C patří černý rybíz, rakytník, černý jeřáb, jahody, kiwi, plody růže (Rosa pomifera, Rosa rugosa, Rosa canina ). Varem se vitamín C rozkládá.

#### Provitamín A (beta karoten)
Tělo si vitamín vyrobí. Druhy ovoce s provitamínem A: meruňky, broskve.

#### Vitamín B6
Druhy ovoce s obsahem vitamínu B6: jablka, hrušky, broskve. Bylo dokázáno, že aktivita a využitelnost synteticky vyrobených vitamínů je nižší než u přirozených.[zdroj?]

### Minerální látky
Jsou to jednoduché prvky nebo jednoduché anorganické látky. Nejvýznamnější minerální látka jsou železo (tvorba krve), vápník (vliv na kosti), draslík, fosfor (krvetvorba, růst a tvorba buňky), hořčík.

### Třísloviny
Třísloviny jsou organické látky mající svíravou, trpkou chuť (jeřáby. pecky vinné révy, …). Po poškození zdravého pletiva ovoce se třísloviny rychle okysličují a získávají hnědou barvu. V přiměřeném množství dodávají ovoci příjemnou chuť

### Aromatické látky
Jsou to vonné látky. Aromatické látky jsou tvořeny převážně éterickými oleji. Způsobují typické vůně ovoce, ale i odrůd. Zráním se jejich obsah zvyšuje.

## Ovoce mírného pásu
- Jádroviny (botanicky především malvice): jabloň – jablka, hrušeň – hrušky
- Peckoviny (peckovice): třešeň – třešně, broskvoň – broskve, slivoň – švestky, meruňky a ringle
- Skořápkoviny (líska – lískový ořech, ořešák – vlašský ořech, jedlý kaštan)
- Bobule (borůvka, brusinka, černý rybíz, rybíz červený, bílý rybíz, angrešt, klikva, vinná réva – hrozny, maliník – malina, ostružiník – ostružina, jahodník – jahoda, moruše)

| Název         | Obrázek       | Commons                                                            | Rostlina                                       | Čeleď         | Rod         |
| ------------- | ------------- | ------------------------------------------------------------------ | ---------------------------------------------- | ------------- | ----------- |
| Jablko        | Jablko        | Kategorie „Apples“ na Wikimedia Commons                            | Jabloň Malus                                   | růžovité      | jabloň      |
| Hruška        | Hruška        | Kategorie „Pears“ na Wikimedia Commons                             | Hrušeň Pyrus                                   | růžovité      | hrušeň      |
| Třešně        | Třešně        | Kategorie „Cherries“ na Wikimedia Commons                          | Třešeň Prunus                                  | růžovité      | slivoň      |
| Višně         | Višně         | Kategorie „Prunus cerasus“ na Wikimedia Commons                    | Višeň obecná Prunus cerasus                    | růžovité      | slivoň      |
| Švestka       | Švestka       | Kategorie „Prunus domestica“ na Wikimedia Commons                  | Slivoň švestka Prunus domestica                | růžovité      | slivoň      |
| Bluma         | Bluma         | Kategorie „Prunus domestica subsp. Italica“ na Wikimedia Commons   | Slivoň bluma Prunus domestica ssp. Italica     | růžovité      | slivoň      |
| Slíva         | Slíva         | Kategorie „Prunus domestica subsp. Insititia“ na Wikimedia Commons | Slivoň slíva Prunus domestica ssp. Insititia   | růžovité      | slivoň      |
| Mirabelka     | Mirabelka     | Kategorie „Prunus domestica subsp. Syriaca“ na Wikimedia Commons   | Slivoň mirabelka Prunus domestica ssp. Syriaca | růžovité      | slivoň      |
| Trnka         | Trnka         | Kategorie „Prunus spinosa“ na Wikimedia Commons                    | Slivoň trnka Prunus spinosa                    | růžovité      | slivoň      |
| Meruňka       | Meruňka       | Kategorie „Apricots“ na Wikimedia Commons                          | Meruňka obecná Prunus armeniaca                | růžovité      | slivoň      |
| Broskev       | Broskev       | Kategorie „Peaches“ na Wikimedia Commons                           | Broskvoň obecná Prunus persica                 | růžovité      | slivoň      |
| Jeřabiny      | Jeřabiny      | Kategorie „Sorbus aucuparia (fruit)“ na Wikimedia Commons          | Jeřáb ptačí Sorbus aucuparia                   | růžovité      | jeřáb       |
| Oskeruše      | Oskeruše      | Kategorie „Sorbus domestica“ na Wikimedia Commons                  | Jeřáb oskeruše Sorbus domestica                | růžovité      | jeřáb       |
| Mandle        | Mandle        | Kategorie „Almonds“ na Wikimedia Commons                           | Mandloň obecná Amygdalus communis              | růžovité      | slivoň      |
| Lískový ořech | Lískový ořech | Kategorie „Hazelnuts“ na Wikimedia Commons                         | Líska obecná Corylus avellana                  | břízovité     | líska       |
| Vlašský ořech | Vlašský ořech | Kategorie „Juglans regia“ na Wikimedia Commons                     | Ořešák královský Juglans regia                 | ořešákovité   | ořešák      |
| Kaštan jedlý  | Kaštan jedlý  | Kategorie „Castanea sativa fruit“ na Wikimedia Commons             | Kaštanovník setý Castanea sativa               | bukovité      | kaštanovník |
| Borůvka       | Borůvka       | Kategorie „Vaccinium myrtillus“ na Wikimedia Commons               | Brusnice borůvka Vaccinium myrtillus           | vřesovcovité  | brusnice    |
| Brusinka      | Brusinka      | Kategorie „Vaccinium vitis-idaea“ na Wikimedia Commons             | Brusnice brusinka Vaccinium vitis-idaea        | vřesovcovité  | brusnice    |
| Černý rybíz   | Černý rybíz   | Kategorie „Ribes nigrum“ na Wikimedia Commons                      | Černý rybíz Ribes nigrum                       | meruzalkovité | rybíz       |
| Rybíz červený | Rybíz červený | Kategorie „Ribes rubrum“ na Wikimedia Commons                      | Rybíz červený Ribes rubrum                     | meruzalkovité | rybíz       |
| Bílý rybíz    | Bílý rybíz    | Kategorie „Ribes glandulosum“ na Wikimedia Commons                 | Bílý rybíz Ribes glandulosum                   | meruzalkovité | rybíz       |
| Angrešt       | Angrešt       | Kategorie „Gooseberries“ na Wikimedia Commons                      | Srstka angrešt Ribes uva-crispa                | meruzalkovité | meruzalka   |
| Hrozny        | Hroznové víno | Kategorie „Grapes“ na Wikimedia Commons                            | Réva vinná Vitis vinifera                      |               | réva        |
| Malina        | Malina        | Kategorie „Raspberry“ na Wikimedia Commons                         | Ostružiník maliník Rubus idaeus                | růžovité      | ostružiník  |
| Ostružina     | Ostružina     | Kategorie „Blackberry“ na Wikimedia Commons                        | Ostružiník Rubus                               | růžovité      | ostružiník  |
| Jahoda        | Jahoda        | Kategorie „Strawberries“ na Wikimedia Commons                      | Jahodník Fragaria                              | růžovité      | jahodník    |

## Tropické a subtropické ovoce
| Název            | Obrázek          | Commons                                                | Rostlina                              | Čeleď            | Rod         |
| ---------------- | ---------------- | ------------------------------------------------------ | ------------------------------------- | ---------------- | ----------- |
| Ananas           | Ananas           | Kategorie „Pineapples“ na Wikimedia Commons            | Ananasovník chocholatý Ananas Comosus | Bromeliovité     | Ananasovník |
| Citron           | Citron           | Kategorie „Lemon“ na Wikimedia Commons                 | Citronovník Citrus limon              | routovité        | citrus      |
| Grapefruit       | Grapefruit       | Kategorie „Grapefruits“ na Wikimedia Commons           | Citrus paradisi                       | routovité        | citrus      |
| Mandarinka       | Mandarinka       | Kategorie „Mandarins“ na Wikimedia Commons             | Mandarinka obecná Citrus reticulata   | routovité        | citrus      |
| Pomelo           | Pomelo           | Kategorie „Citrus maxima“ na Wikimedia Commons         | Citrus maxima                         | routovité        | citrus      |
| Pomeranč         | Pomeranč         | Kategorie „Oranges“ na Wikimedia Commons               | Pomerančovník pravý Citrus chinensis  | routovité        | citrus      |
| Banán            | Banán            | Kategorie „Banana“ na Wikimedia Commons                | Banánovník Musa                       | banánovníkovité  | banánovník  |
| Datle            | Datle            | Kategorie „Dates“ na Wikimedia Commons                 | Datlovník pravý Phoenix dactylifera   | arekovité        | datlovník   |
| Durian           | Durian           | Kategorie „Durian“ na Wikimedia Commons                | Durian cibetkový Durio zibethinus     | slézovité        | durian      |
| Fík              | Fík              | Kategorie „Ficus carica fruit“ na Wikimedia Commons    | Fíkovník Ficus                        | morušovníkovité  | fíkovník    |
| Granátové jablko | Granátové jablko | Kategorie „Punica granatum fruit“ na Wikimedia Commons | Granátovník obecný Punica granatum    | kyprejovité      | granátovník |
| Kaki             | Kaki             | Kategorie „Diospyros kaki“ na Wikimedia Commons        | Tomel japonský Diospyros kaki         | ebenovité        | tomel       |
| Karambola        | Karambola        | Kategorie „Star fruit“ na Wikimedia Commons            | Malajská hvězda Averrhoa carambola    | šťavelovité      | averrhoa    |
| Kiwi             | Kiwi             | Kategorie „Actinidia deliciosa“ na Wikimedia Commons   | Aktinídie ovocná Actinidia deliciosa  | aktinidiovité    | aktinidie   |
| Kdoule           | Kdoule           | Kategorie „Quinces“ na Wikimedia Commons               | Kdouloň obecná Cydonia oblonga        | růžovité         | kdouloň     |
| Liči             | Liči             | Kategorie „Lychees“ na Wikimedia Commons               | Liči čínské Litchi chinensis          | mýdelníkovité    | liči        |
| Mango            | Mango            | Kategorie „Mango“ na Wikimedia Commons                 | Mangovník Mangifera                   | ledvinovníkovité | mangovník   |
| Naši             | Naši             | Kategorie „Pyrus pyrifolia“ na Wikimedia Commons       | Hrušeň asijská Pyrus pyrifolia        | růžovité         | hrušeň      |
| Papája           | Papája           | Kategorie „Papaya“ na Wikimedia Commons                | Papája obecná Carica papaya           | papájovité       | papája      |
| Avokádo          | Avokádo          | Kategorie „Avocado“ na Wikimedia Commons               | Hruškovec přelahodný Persea americana | vavřínovité      | hruškovec   |
| Oliva            | Oliva            | Kategorie „Olives“ na Wikimedia Commons                | Olivovník Olea                        | olivovníkovité   | olivovník   |
| Kokosový ořech   | Kokosový ořech   | Kategorie „Coconuts“ na Wikimedia Commons              | Kokosovník ořechoplodý Cocos nucifera | arekovité        | kokosovník  |